# 토니 파커
윌리엄 앤서니 "토니" 파커 주니어(프랑스어·영어: William Anthony "Tony" Parker Jr., 1982년 5월 17일~)는 프랑스의 은퇴한 농구 선수로 포지션은 포인트 가드이다. 현역 시절에 전미 농구 협회(NBA)의 샌안토니오 스퍼스와 샬럿 호니츠에서 뛰었으며, 샌안토니오 스퍼스에서 대부분의 선수 생활을 보냈다.